# Ефект Форера
Ефе́кт Фо́рера (ефе́кт Ба́рнума) — явище, коли кожна окрема людина вважає точним описом свого характеру такий опис, який дуже загальний і підходить будь-якій людині. Позаяк Фінеас Барнум зробив спостереження, що «ми відносимо на власний рахунок те, що належить до всіх»[джерело?], цей ефект іноді називають на його честь. Цей ефект може частково пояснити віру у такі псевдонауки, як астрологія, пророкування, дизайн людини, а також пояснити сприйняття результатів психологічних тестів як правильних.

## Експеримент Форера
У 1948 році психолог Бертрам Форер провів серед своїх студентів експеримент. Він виконав психологічне тестування студентів і роздав їм результати. Студенти вважали, що результати отримані на основі тесту. Кожен студент оцінив, наскільки отриманий результат відповідає його характеру, за шкалою від 0 (дуже погано) до 5 (дуже добре). Пересічна оцінка становила 4,26 балів. Форер же роздав усім один і той самий опис:

| Ви хочете, щоб інші люди вас любили і захоплювалися вами. Одночасно з тим ви прискіпливо ставитесь до себе. Ваш характер має вади, але зазвичай ви можете їх компенсувати. Ви маєте значний невикористаний потенціал. Хоча інші вас бачать як стриману людину, всередині ви дещо непевні і тривожні. Іноді ви вагаєтесь, чи правильним є прийняте рішення. Іноді вам потрібна зміна стану речей, і вас розчаровують перепони і обмеження. Ви вважаєте недоцільним повністю розкривати душу перед іншими. Іноді ви поводитеся як екстраверт, відкрита, привітна людина, а іноді — як інтроверт, закрита, недовірлива людина. Деякі з ваших цілей нездійсненні. |
Форер склав його з частин гороскопів.

## Змінні, які впливають на величину ефекту
Подальші дослідження показали, що ефект збільшується, якщо:
- піддослідний вважає, що результати індивідуальні;
- піддослідний упевнений в авторитеті дослідника;
- опис характеру (результат тесту) містить багато позитивних якостей.